# C/2000 U5 (LINEAR)
C/2000 U5 (LINEAR) – kometa jednopojawieniowa, pochodząca najprawdopodobniej spoza granic Układu Słonecznego.

## Odkrycie
Kometa została odkryta 29 października 2000 w ramach programu obserwacyjnego LINEAR.

## Orbita komety
Orbita komety C/2000 U5 (LINEAR) ma kształt hiperboli o mimośrodzie 1,005. Jej peryhelium znalazło się w odległości 3,49 j.a., jej nachylenie do ekliptyki to wartość 93,65˚. Kometa minęła swe peryhelium 13 marca 2000 roku.

## Przejście komety w pobliżu Jowisza
3 marca 2001 roku kometa ta minęła w odległości 0,766 j.a. Jowisza. Zdarzenie to przyspieszyło kometę, zmieniając nieco jej orbitę.